# Conus oishii
Espèce
Statut de conservation UICN

 LC  : Préoccupation mineure
Conus oishii est une espèce de mollusques gastéropodes marins de la famille des Conidae.
Comme toutes les espèces du genre Conus, ces escargots sont prédateurs et venimeux. Ils sont capables de « piquer » les humains et doivent donc être manipulés avec précaution, voire pas du tout.

## Description
La taille de la coquille varie entre 20 mm et 44 mm.

## Distribution
Cette espèce marine est présente au large de Taiwan et Indonésie.

### Niveau de risque d’extinction de l’espèce
Selon l'analyse de l'UICN réalisée en 2011 pour la définition du niveau de risque d'extinction, cette espèce est présente à Taiwan, en Indonésie et au Japon. Il s'agit d'une espèce de grande envergure avec un profil de profondeur large. Il n'y a pas de menaces majeures connues pour cette espèce. Cette espèce est classée dans la catégorie préoccupation mineure.

## Taxonomie

### Publication originale
L'espèce Conus oishii a été décrite pour la première fois en 1977 par le malacologiste japonais Tokio Shikama (d) dans « Science Reports of the Yokohama National University, section II (Geology) »,.

### Synonymes
- Asprella oishii Shikama, 1977 · non accepté (combinaison originale)
- Conus (Phasmoconus) oishii (Shikama, 1977) · appellation alternative
- Graphiconus oishii (Shikama, 1977) · non accepté